# Charles-Pierre Doyen
Charles-Pierre Doyen (14 mars 1797, Orléans - 20 avril 1866, Paris, 1er étage au siège de la Banque de France 3 rue Vrillière) est un financier français.

## Biographie
Fils du baron Charles-François Doyen, receveur général des finances et banquier, et de Marie-Victoire Edmée Légier (sœur de Nicolas-Vincent Légier et de Thomas-Philippe Légier), il devient agent de change à Paris.
Il est receveur général du Lot de 1823 à 1830, de la Haute-Vienne de 1830 à 1839, puis de l'Aube de 1839 à 1859. Il devient administrateur des hospices de Troyes en 1853, ainsi qu'administrateur et censeur de la Caisse d'épargne.
Il est sous-gouverneur de la Banque de France du 23 juillet 1859 au 30 avril 1866.
Il était officier de la Légion d'honneur et officier de l'ordre du Medjidié.
Il est membre de l'académie du Loiret et de la société académique de l'Aube.
Gendre du général-vicomte Jacques Pierre Louis Puthod dont il avait épousé la fille Joachine Caroline de Puthod, il est le père de Charles-Marie Doyen.

## Publications
- Horace (trad. Charles-Pierre Doyen), Traduction en vers de quelques Odes d'Horace, Bouquot, 1853 (lire en ligne).

### Sources
- Gustave Vapereau, Dictionnaire universel des contemporains : contenant toutes les personnes notables de la France et des pays étrangers, Paris, Hachette, 1870, 4e éd. (lire en ligne), « Doyen (Baron Charles-Pierre) », p. 558.
- Alain Plessis, Régents et gouverneurs de la Banque de France sous le Second Empire, 1985
- Romuald Szramkiewicz, Les régents et censeurs de la Banque de France nommés sous le Consulat et l'Empire, 1974
- Pierre-François Pinaud, Les receveurs généraux des finances, 1790-1865: étude historique : répertoires nominatif et territorial, 1990
- Les grands notables en France (1840-1849): étude historique d'une psychologie sociale, Volumes 1 à 2, 1964